# Т-29
Т-29 — експериментальний радянський середній колісно-гусеничний танк 1930-х років, створений на базі танка Т-28. Виготовлено кілька дослідних екземплярів, за підсумками випробувань яких танк планувалося прийняти на озброєння РСЧА. Проте з ряду причин його серійне виробництво так і не було розгорнуто.

## Історія створення
Однією з характерних особливостей радянського (і не лише) танкобудування 1930-х років була велика робота з розробки та створення колісно-гусеничних танків. Застосування колісно-гусеничного рушія сильно ускладнювало силову передачу та ходову частину танків, проте давало явний виграш у швидкості. Крім того, таким чином вирішувалася проблема низького ресурсу гусениць, що не дозволяв танкам тих років здійснювати тривалі марші. Нарешті, передбачалося, що в разі пошкодження гусеничного рушія екіпаж буде просто скидати розбиту гусеницю, нехай втрачаючи в прохідності танка, але зберігаючи його рухливість.
У програмі розвитку автобронетанкових військ РСЧА колісно-гусеничні танки займали значне місце. Передбачалося, крім тих, що були в наявності легких танків серії БТ, розробити також середній танк з колісно-гусеничним рушієм.
Розробка середнього колісно-гусеничного танка в СРСР почалася 1933 року з підготовки автобронетанкового бюро техвідділу ЕКУ ОДПУ ряду ескізних проєктів танків, що являли собою подальший розвиток танка БТ-2 і багато в чому спиралися на розроблений недавно танк Т-28. Основний з них, що носив умовне позначення ПТ-1, мав привід на три пари опорних котків (при русі на гусеницях), а також мав здатність плавати. Також було розроблено п'ять повністю «сухопутних» варіантів танка, з яких найбільший інтерес серед військових викликали 4-й і 5-й проєкти під загальною назвою ІТ-3 (рос. «истребительный танк, третий»). Машина мала масу 17—20 т (залежно від бронювання), захищалася протикулевою бронею та озброювалася 76,2-мм гарматою та кулеметами калібру 7,62 і 12,7 мм. Двигун М-17Б потужністю 500 к.с. повинен був розганяти машину до 60 км/год на гусеницях і 80 км/год — на колесах. Екіпаж становив 4 особи. 1934 року, після доопрацювання цих двох проєктів, на ленінградському Кіровському заводі, де в той час розгортався випуск Т-28, були побудовані дослідні танки Т-29-4 і Т-29-5. Проєкт розроблявся під загальним керівництвом Н. В. Цейца, безпосередню участь у розробці танка брав М. А. Астров. Між собою танки розрізнялися бронюванням (15-20 або 20-33 мм відповідно), масою (16 або 23,5 т) та низкою інших параметрів. За компонуванням та озброєнням танки були однакові та відповідали Т-28.
В 1934—1935 роках танки Т-29 пройшли безліч випробувань, у тому числі і порівняльних з Т-28. За їх підсумками було зроблено висновок, що Т-29, хоча і більш складний у виробництві, але представляє великий інтерес з огляду високої швидкості та хорошої маневреності.
За результатами випробувань 1936 року на Кіровському заводі виготовили еталонний зразок Т-29. Планувалося 1937 року розгорнути його серійне виробництво, через що навіть була скорочена програма випуску Т-28, проте зважаючи на велику кількість недоліків Т-29 у своєму наявному вигляді військових не задовольняв. Згідно з постановою ГКО при РНК СРСР № 14сс від 25 травня 1937 року, завод повинен був переробити проєкт танка та розробити новий зразок, з потовщеними бронелистами з цементованої броні, встановленими похило.
Ця машина, позначена як Т-29-Ц, була розроблена під керівництвом Н. В. Цейца в рекордні терміни і вже 4 липня представлена на розгляд ДКО. проєкт сильно відрізнявся від еталонного Т-29. Була подовжена ходова частина, що отримала 5 пар опорних котків (з них три ведучих і дві керованих) замість 4 у еталонного Т-29. Машина вагою 30 тонн захищалася 30-мм бронею і була озброєна 76,2-мм гарматою Л-10, п'ятьма кулеметами ДТ і двома кулеметами ДК. Озброєння розміщувалося в трьох баштах. Екіпаж становив шість осіб.
Т-29-Ц отримав схвалення військових, і до 1 липня 1938 планувалося виготовити дослідний зразок, але восени 1937 року всі роботи в цьому напрямку були несподівано згорнуті, а Кіровський завод продовжив випускати танки Т-28 в колишньому обсязі. Причини цього не зовсім зрозумілі, але, по ряду даних, таке рішення було пов'язане з арештом Н. В. Цейца як «шкідника» в вересні 1937 року.

## Опис конструкції
Далі наведено будову еталонного танка Т-29.

### Корпус
Т-29 являв собою трибаштовий танк, аналогічний за компонуванням танку Т-28. Однак у порівнянні з останнім корпус зазнав ряд змін, зокрема, став дещо ширше (на 350 мм) і вище (на 200 мм), що сталося через розміщення елементів підвіски всередині бронекорпуса. Крім того, ряд елементів корпусу зазнали дрібні зміни конфігурації. Корпус зварювався з вальцованих бронелистів товщиною від 10 до 30 мм.

### Башти
Головна башта кругового обертання по конструкції була аналогічна башті артилерійського танка Т-26-4 із збільшеним на 100 мм діаметром погона. У передній частині башти в масці на цапфах розміщувалася танкова гармата КТ-28 (були спроби розмістити ще недопрацьовану гармату ПС-3). Праворуч від неї і в задній стінці башти були незалежні кульові установки з кулеметами ДТ. На кришці баштового люка була передбачена установка зенітної турелі для ще одного ДТ. Для посадки та висадки екіпажу головна башта мала два поворотних люка в даху і один (прямокутної форми) — в кормовому бронелисті.
Малі башти по конструкції повторювали башти Т-28 і озброювалися одним кулеметом ДТ в кульовій установці кожна. Сектор обертання становив 165 °.

### Озброєння
Як головне озброєння використовувалася універсальна танкова гармата ПС-3, встановлена в головній башті (розглядалися варіанти озброєння танка гарматою КТ-28 зразка 1927/32 років). Згодом замість гармати ПС-3 була встановлена танкова гармата Л-10.
Допоміжне озброєння складалося з складалося з чотирьох 7,62-мм кулеметів ДТ, розташованих в кульових установках (в передній та задній частинах головної башти і в кулеметних баштах). Ще один кулемет ДТ міг розташовуватися на турельній установці на люку головної башти.
Боєкомплект складався з 67 унітарних пострілів до гармати і 6615 патронів до кулеметів (105 магазинів по 63 патрона в кожному).

### Двигун та трансмісія
Як силова установка використовувався V-подібний авіаційний карбюраторний двигун М-17Т або М-17Ф водяного охолодження потужністю 500 к.с. з двома подвійними карбюраторами «Зеніт» КД-1. Пуск двигуна проводився за допомогою електростартера «Бош» потужністю 6 к.с. (4,4 кВт) та стисненого повітря. У системі запалювання використовувалися два магнето «Сцінтілла». Для полегшення пуску двигуна використовувалося пускове магнето «Бош». Ємність паливних баків становила 600 л, що забезпечувало запас ходу по шосе на колісному ходу — 300 км, на гусеничному ходу — 200 км.
Трансмісія була аналогічна трансмісії танка Т-28 і складалася з головного фрикціона сухого тертя, п'ятишвидкісної коробки зміни передач (п'ять передач вперед, одна — назад), багатодискових сухих бортових фрикційних та дворядних бортових передач з стрічковими гальмами. Як механізм повороту при русі на колісному ходу використовувався простий диференціал.

### Ходова частина
Ходова частина стосовно одного борту складалася з чотирьох обгумованих опорних котків великого діаметра. При русі на колісному ходу три пари задніх опорних котків були ведучими, передня — керованою. При русі на гусеничному ходу гусениця приводилася в рух ведучим колесом заднього розташування. Попереду розташовувався лінивець з гвинтовим механізмом натягу. Також було три підтримуючих ролика. У ходовій частині застосовувалася індивідуальна підвіска системи Крісті зі спіральними пружинами.
Дрібноланкові гусениці цівкового зачеплення шириною 500 мм забезпечували танку високу прохідність.
Цікаво, що швидкості руху машини на гусеничному та колісному ходу були по можливості зближені. Таке зближення швидкостей (синхронізація) було зроблено спеціально для можливого комбінованого застосування рушіїв (в цьому випадку можна було рухатися, використовуючи з одного боку гусеничний, а з іншого — колісний рушій).

### Засоби спостереження та зв'язку
Як і у Т-28, засоби спостереження танка Т-29 являли собою прості оглядові щілини (по одній по бортах головної башти, по зовнішніх бортах кулеметних башт і в кришці люка механіка-водія), закриті з внутрішньої сторони змінним триплексним склоблоком, що забезпечував захист від куль, осколків снарядів та бризок свинцю при обстрілі бронебійними кулями. Командир танка також мав перископічний панорамний прилад спостереження ПТК, захищений бронековпаком.
На танку Т-29 встановлювалися радіостанція 71-ТК-1 та внутрішній переговорний пристрій СПУ-7-Р.

### Електрообладнання
Електрообладнання танка виконано по однопровідній схемі. Напруга бортової мережі становило 12 В. Як джерела електроенергії використовувалися чотири акумуляторних батареї 6СТА-6 або 6СТА-9 напругою 12 В, ємністю 144 А · год і 96 А · год відповідно, а також динамо-генератор «Сцінтілла» потужністю 1000 Вт, напругою 12 В.

## Експлуатація та бойове застосування
Достовірних відомостей про бойове застосування трьох виготовлених зразків Т-29 немає.
Т-29-4 був переданий на полігон в Кубинці, де перебував до початку Великої Вітчизняної війни. восени 1941 року він був переданий до складу 22-ї танкової бригади. Що було з ним потім — невідомо.
Т-29-5 був розібраний 1938 року.
Еталонний Т-29 в тому ж році був переозброєний гарматою Л-10. Після початку радянсько-фінської війни цей танк був відремонтований і 13 лютого 1940 «відбув у розпорядження АБТВ 13-ї армії». Однак про бойове застосування танка нічого не відомо, так само, як і про його подальшу долю.
Як мінімум один з Т-29 був евакуйований в Челябінськ, і станом на 1942 рік перебував на території дослідного заводу № 100. Згідно з документами, в Наприкінці 1943 року ця машина була пущена в переплавку разом з Т-100, КВ-7 та низкою інших дослідних зразків бронетехніки.

## Оцінка машини
Безсумнівно, Т-29 був оригінальною машиною, на якій був застосований ряд цікавих технічних рішень. привід на три осі дозволив значно збільшити динамічні характеристики машини, а потужне озброєння поряд з бронею, надійно захищало від куль і осколків снарядів, робило Т-29 вельми перспективним танком.
Але разом з тим танк мав безліч недоліків, зокрема, колісно-гусеничний рушій сильно ускладнював його конструкцію, що призводило до труднощів у виробництві та експлуатації. Крім того, танку були притаманні всі недоліки багатобаштової схеми, такі, як неможливість збільшення бронювання та складність виробництва самого корпусу.
Однак, беручи до уваги вагу танка, калібр артилерійського озброєння та швидкість руху на гусеницях, не можна не визнати створений 1936 року танк Т-29 був однією з важливих сходинок на шляху пошуку нового типу середнього танка, який в кінцевому підсумку завершився створенням легендарного Т-34.